# 디타 본 티즈
디타 본 티즈(Dita Von Teese, 1972년 10월 28일 ~ )는 미국의 댄서, 배우, 모델이다.

## 출연 작품
- 베티 페이지 리빌스 올 (2012)
- 카슨 데일리 쇼 (2002)